# Stefanie Lück
Stefanie "Steffi" Lück (Dietzenbach, 15 maart 1990) is een Duitse dartspeler. Haar bijnaam is Lucky Luck omdat de Engelsen Lück als Luck uitspreken.

## Carrière
Lück bereikte de laatste 16 van de Winmau World Masters in 2011.
Lück maakte haar PDC-debuut op het PDC Women's World Darts Championship 2010. Ze verloor van landgenoot Sabrina Spörle in de eerste ronde. Ze won de German Gold Cup in 2010. Ook won ze de Hungarian Open in 2010 en haalde ze de finale van de Belgium Open waarin ze verloor van Karen Lawman.
In 2010 won Lück de finale om de EDC Spring Cup door in de finale te winnen van de Nederlandse Rilana Erades.
Op de PDC Women's Series 2025 haalde Lück de finale van het negende toernooi.
Niet eerder haalde een Duitse een finale op de Women's Series.

## Resultaten op Wereldkampioenschappen

### PDC
- 2010: Laatste 32 (verloren van Sabrina Spörle met 2-4)